# Collision continentale
Pour les articles homonymes, voir Collision (homonymie).
La collision continentale est un phénomène géodynamique se produisant à la limite convergente de deux plaques tectoniques où deux lithosphères continentales se rencontrent. Après un événement de subduction, elle se manifeste par le chevauchement d'une lithosphère sur une autre — en raison de l'absence de contraste de densité entre elles —, la formation de chaînes de montagnes (orogenèse), et le blocage progressif des mouvements relatifs entre les deux blocs continentaux, qui s'assemblent dès lors pour n'en former plus qu'un. Ce phénomène est responsable d'une importante déformation de la croûte continentale, qui s'exprime par la présence de nappes de charriage, de failles et de plis, ainsi que d'un surépaississement de cette même croûte, qui induit à terme une fusion partielle à sa base, à l'origine de nombreuses intrusions granitiques.
Les Alpes et l'Himalaya sont des exemples de chaînes de collision.

## Les marqueurs de la collision

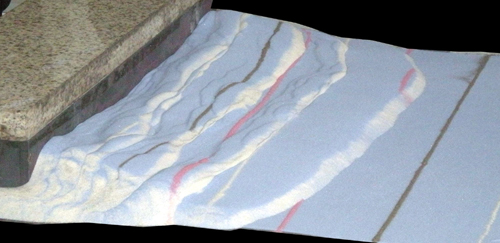
Exemple de compression sur des couches sédimentaires (compression de la gauche vers la droite)

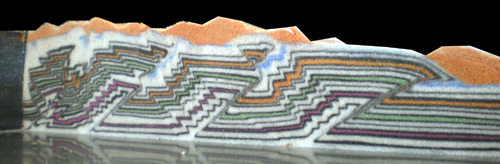
Compression sur des couches sédimentaires, vue en coupe.

On remarque des failles inverses ainsi que des rétro-chevauchements.

### Les marqueurs de surface
Plusieurs types de marqueurs sont visibles en surface :
- des marqueurs morphologiques, en particulier la présence de chaînes de montagnes dans les zones de collision récente ;
- des marqueurs tectoniques au cœur des massifs :
  - failles inverses ;
  - plis de toutes sortes (droits, couchés, faillés, etc.) ;
  - chevauchements ;
  - nappes de charriage ;
- mais aussi des marqueurs tectoniques plus externes qui correspondent à une accommodation à distance vis-à-vis des contraintes : des failles normales, du décrochement et de l'extrusion (le matériel lithosphérique est repoussé latéralement) ;
- des marqueurs pétrologiques, notamment un métamorphisme moyenne pression-moyenne température (MP-MT) des roches, formant par exemple des métapélites, ainsi que la présence de fragments de lithosphère océanique (ophiolites) jusqu'à plusieurs kilomètres d'altitude (exemple célèbre en France : le mont Chenaillet) et pouvant avoir subi un métamorphisme haute pression hérité de la subduction ;
- des mesures géographiques, essentiellement grâce au GPS, qui permettent de constater un rapprochement entre les plaques.

### Les marqueurs détectables en profondeur
La croûte continentale est particulièrement épaisse (50-70 km au lieu de 30 habituellement) et forme une racine crustale profonde, visible par les anomalies de Bouguer.
La collision étant la deuxième phase du phénomène de convergence, elle suit la subduction d'une lithosphère océanique ayant fini par disparaître. Les études par tomographie sismique montrent une anomalie de vitesse positive, c'est-à-dire que les ondes sismiques ont traversé un matériau plus froid : il s'agit du panneau plongeant situé à l'aplomb des chaînes de montagne.

## Les zones de collision sur Terre
La collision continentale est un contexte géodynamique assez peu représenté sur notre planète. On en trouve au sud de la plaque eurasiatique, à ses frontières avec les plaques africaine, arabique et indo-australienne. Les massifs montagneux associés sont :
- les Pyrénées ;
- les cordillères Bétiques ;
- l'Atlas ;
- les Alpes et les Carpates ;
- les monts Zagros ;
- l'Himalaya.

Malgré une distribution de ces massifs en apparence non homogène, ils correspondent à un mouvement global de convergence impliquant les plaques évoquées plus haut, entamé à la fin du Crétacé et qui se poursuit actuellement. Ce mouvement a provoqué la fermeture du paléo-océan Téthys, dont on retrouve des traces dans les ophiolites ; la mer Méditerranée serait un vestige de ce paléo-océan.